# Shiho Ishizawa
Shiho Ishizawa (jap. 石沢 志穂 Ishizawa Shiho; * 23. Oktober 1986 in Nakasatsunai) ist eine ehemalige japanische Eisschnellläuferin.

## Werdegang
Ishizawa trat international erstmals bei den Juniorenweltmeisterschaften 2005 in Seinäjoki in Erscheinung. Dort wurde sie Elfte im Mehrkampf und Fünfte in der Teamverfolgung. Im folgenden Jahr holte sie bei den Juniorenweltmeisterschaften in Erfurt die Bronzemedaille in der Teamverfolgung und errang zudem den zehnten Platz im Mehrkampf. Bei den Einzelstreckenasienmeisterschaften 2007 in Changchun wurde sie Zehnte über 1500 m sowie Neunte über 3000 m und belegte bei den Einzelstreckenweltmeisterschaften 2009 in Richmond den 17. Platz über 3000 m sowie den 14. Rang über 5000 m. In der Saison 2009/10 erreichte sie in Calgary mit dem zweiten Platz in der Teamverfolgung ihre einzige Podestplatzierung im Weltcup und mit drei Top-Zehn-Platzierungen den zehnten Platz in der Weltcupwertung über 3000/5000 m. Bei den Einzelstreckenasienmeisterschaften 2010 in Obihiro gewann sie jeweils die Silbermedaille über 3000 m und 5000 m. Zudem lief sie beim Saisonhöhepunkt, den Olympischen Winterspielen 2010 in Vancouver, auf den 15. Platz über 3000 m und auf den neunten Rang über 5000 m. In der folgenden Saison errang sie mit fünf Top-Zehn-Platzierungen den achten Platz in der Weltcupwertung über 3000/5000 m und holte bei den Winter-Asienspielen 2011 in Astana die Bronzemedaille in der Teamverfolgung. Zudem wurde sie dort Fünfte im Massenstart und belegte bei den Einzelstreckenweltmeisterschaften 2011 in Inzell den 12. Platz über 3000 m, den zehnten Rang über 5000 m sowie den vierten Platz in der Teamverfolgung. Im Jahr 2012 kam sie bei den Einzelstreckenweltmeisterschaften 2012 in Heerenveen auf den 20. Platz über 3000 m sowie auf den 12. Rang über 5000 m und gewann bei den Einzelstreckenasienmeisterschaften 2012 in Astana die Silbermedaille über 5000 m. Zudem errang sie dort den fünften Platz über 3000 m und siegte bei den japanischen Meisterschaften 2012 im Mehrkampf. In der Saison 2013/14 absolvierte sie in Heerenveen ihren letzten Weltcup, welchen sie in der B-Gruppe auf dem 11. Platz über 3000 m beendete und wurde bei den Olympischen Winterspielen 2014 in Sotschi Zwölfte über 5000 m sowie Neunte über 3000 m.

## Erfolge

### Olympische Spiele
- 2010 Vancouver: 9. Platz 5000 m, 15. Platz 3000 m
- 2014 Sotschi: 9. Platz 3000 m, 12. Platz 5000 m

### Einzelstrecken-Weltmeisterschaften
- 2009 Richmond: 14. Platz 5000 m, 17. Platz 3000 m
- 2011 Inzell: 4. Platz Teamverfolgung, 10. Platz 5000 m, 12. Platz 3000 m
- 2012 Heerenveen: 12. Platz 5000 m, 20. Platz 3000 m

### Asienmeisterschaften
- 2007 Changchun: 9. Platz 3000 m, 10. Platz 1500 m
- 2010 Obihiro: 2. Platz 5000 m, 2. Platz 3000 m
- 2012 Astana: 2. Platz 5000 m, 5. Platz 3000 m

## Persönliche Bestzeiten
| Disziplin | Zeit        | Datum             | Ort            |
| --------- | ----------- | ----------------- | -------------- |
| 500 m     | 40,54 s     | 18. Februar 2012  | Moskau         |
| 1000 m    | 1:19,46 min | 10. August 2008   | Calgary        |
| 1500 m    | 1:59,28 min | 17. November 2007 | Calgary        |
| 3000 m    | 4:03,00 min | 15. November 2013 | Salt Lake City |
| 5000 m    | 6:55,43 min | 18. Februar 2011  | Salt Lake City |